# هيجة الضاحة (طور الباحة)

تعديل مصدري - تعديل

هيجة الضاحة هي إحدى قرى عزلة طور الباحة بمديرية طور الباحة التابعة لمحافظة لحج، بلغ تعداد سكانها 32 نسمة حسب تعداد اليمن لعام 2004.